# Brandiston
Brandiston is een civil parish in het bestuurlijke gebied Broadland, in het Engelse graafschap Norfolk met 44 inwoners.